# Palais Propaganda Fide
Le palais Propaganda Fide (en français : Palais de la Propagation de la Foi) est un palais de Rome, œuvre du Bernin puis de Francesco Borromini. Il abrite depuis 1626 la Congrégation pour l'évangélisation des peuples et fait partie de l'État du Vatican. Comme d'autres propriétés du Saint-Siège dans le Latium, il bénéficie d'un statut d'extraterritorialité.

## Histoire
L'édifice se situe dans le rione de Colonna, à l'extrémité sud de la piazza di Spagna. Sa façade sud donne sur la basilique Sant'Andrea delle Fratte, dont la coupole et le campanile sont l'œuvre de Borromini. La façade principale est due au Bernin (1644), et la façade latérale de la via di Propaganda à Borromini (1646). Cette mise à l'écart du Bernin répond à une décision du pape Innocent X, qui préférait le style de Borromini.
Les travaux durèrent jusqu'en 1667.

## Description
L'édifice abrite la chapelle des Rois-Mages, œuvre de Borromini.
À l'extérieur, une corniche marque la séparation entre le rez-de-chaussée et le piano nobile. La façade de Borromini, ponctuée de pilastres, présente une alternance de courbes concaves et convexes dans le dessin des fenêtres, et constitue l'une des illustrations les plus connues de l'architecture baroque italienne.

## Images

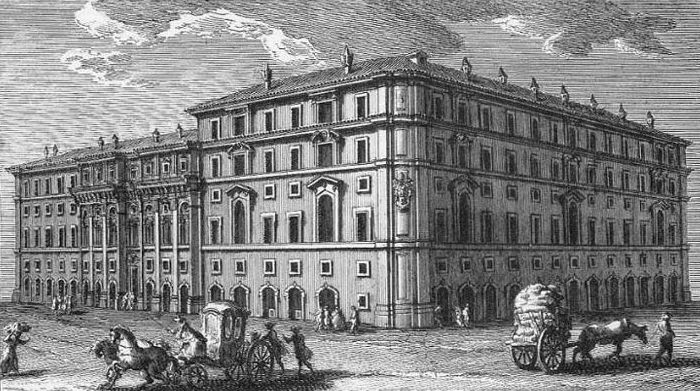
Le palais di Propaganda Fide sur une gravure de Giuseppe Vasi.
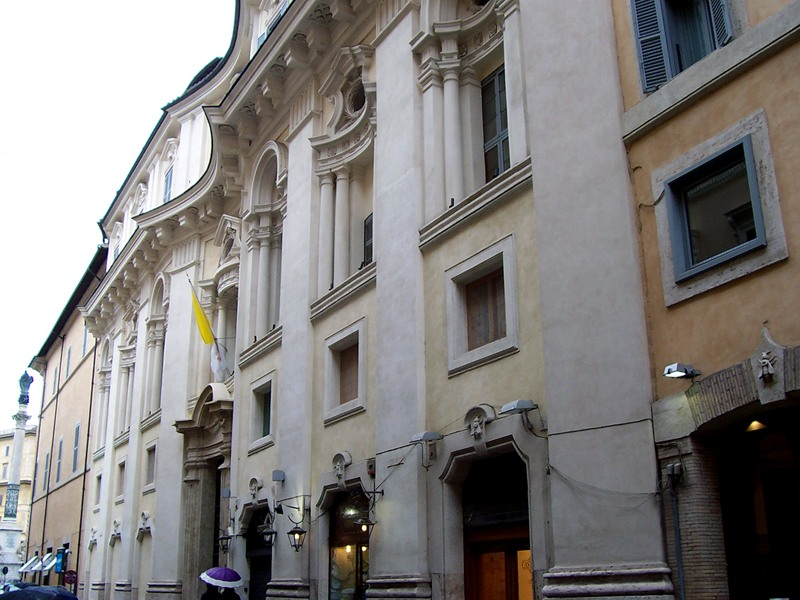
Le côté de Borromini.
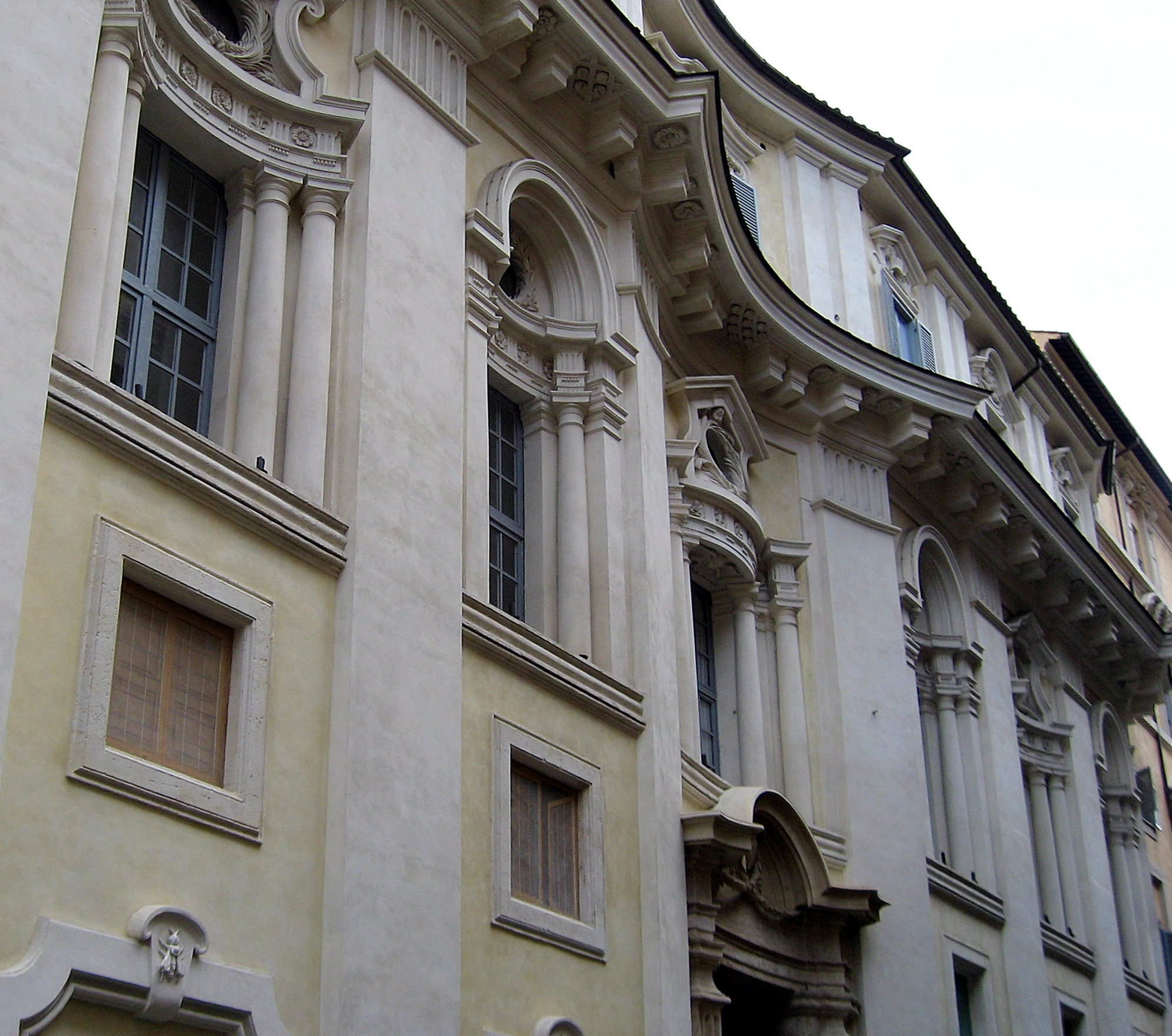
La façade de Borromini.